# Palacio de Miraflores (Noreña)
El palacio de Miraflores de Noreña está situado en la localidad asturiana de Noreña.

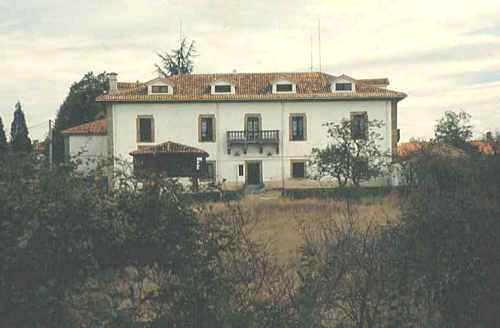
Palacio de Miraflores.

Está situado en la calle de la Mariscala, siendo el límite oriental de la Villa de Noreña en la zona de Ferrera que pertenece (parcialmente) a este Concejo. 
Consta de patio porticado, situado en el centro del edificio, que contaba con una galería de madera en la parte alta y que, en fechas recientes, fue sustituida por una estructura más sólida que ha permitido doblar su altura. Se ha construido bajo cubierta, creando ventanucos al exterior. Del patio antes citado arranca una escalera monumental. Su sencilla fachada está blasonada y cuenta con diez huecos adintelados: en la parte baja tiene dos ventanas a cada lado de una amplia portada; en la parte superior tiene cinco balcones y sus balaustres son de hierro forjado.
En el pie del escudo que figura en su fachada aparece el nombre de su fundador y el año: Gabriel Lorenzana, 1567.
Unida la fachada norte del edificio, existe una pequeña capilla dedicada a San Joaquín y Sta. Ana; de 1760. Cuenta con portada adintelada y dos ventanas abocinadas en el frente, entre las que figura la hornacina para una desaparecida imagen. En el Palacio, pasó sus últimos años el economista liberal Álvaro Flórez Estrada.
- Datos: Q6058104